# سارانیا پونوانان
سارانیا پونوانان (به انگلیسی: Saranya Ponvannan) (زاده ۲۵ آوریل ۱۹۷۰) بازیگر هندی است.
از فیلم‌هایی که وی در آن نقش داشته‌است می‌توان به فارغ‌التحصیل بیکار اشاره کرد.

## فیلم‌شناسی
فهرست برخی از فیلم‌هایی که سارانیا پونوانان در آنها به ایفای نقش پرداخته‌است:
- فارغ‌التحصیل بیکار
- فارغ‌التحصیل بیکار ۲
- ما
- قهرمان
- خلافکار
- فریاد
- بازی الهی آغاز می‌شود
- آسمان
- رقص
- موج
- جشن بزرگ
- همه پادشاه خوش‌تیپ
- آماده
- رمو
- سیواکاسی
- نیزه
- روزهای بنگلور
- خوشی
- معنی
- چاتراپاتی